# Guybrush Threepwood
Guybrush Ulysses Threepwood är huvudpersonen i datorspelserien Monkey Island, som gjordes av LucasArts. Guybrush är en ung man som har en önskan att bli en riktig pirat. Threepwoods röst görs i det tredje, fjärde och femte samt i nyversionen av första och andra spelet av Dominic Armato. Guybrush är känd för bland annat sin förmåga att hålla andan i tio minuter och att kunna bära med sig alla föremål som han plockar upp under spelets gång i sina fickor, oavsett storleken på föremålen. Genom spelen får man höra ett antal felsägningar på Guybrushs namn, som "Thriftweed", "Gorbush" och "Threekwood".
Namnet Guybrush fick sitt ursprung när spelfigursdesignern Steve Purcell ritade karaktären i ritprogrammet Deluxe Paint. Vid denna tidpunkt hade karaktären inget namn, så han kallades "guy". Purcell använde karaktärens temporära namn och lade till ordet "brush" (pensel) i filnamnet, vilket resulterade till namnet "guybrush.bbm". Innan skaparna kunde komma på ett riktigt namn vande de sig vid att kalla figuren för "Guybrush", och de bestämde sig till slut för att det skulle bli hans riktiga namn. Namnet Threepwood kommer från Dave Grossmans RPG-karaktär och valdes genom en omröstning. Namnet kommer från P.G. Wodehouses karaktärer Galahad Threepwood och Clarence Threepwood.